# Silvio Beretta
Silvio Beretta (Milano, 24 giugno 1942) è un politico e politologo italiano, presidente della Provincia di Pavia dal 1997 al 2006.

## Biografia
Professore ordinario di Politica economica presso la Facoltà di Scienze politiche, ha trascorso l'intera vita professionale nell'Università degli Studi di Pavia, dove è stato preside della Facoltà di Scienze politiche, poi pro-rettore e infine pro-rettore vicario; è stato membro dei consigli di amministrazione di numerose società lombarde.
Nel 1996 ha aderito a Forza Italia; in occasione delle elezioni amministrative del 1997 è stato eletto presidente della provincia di Pavia, venendo riconfermato al turno elettorale del 2001 col 56,5% dei voti, in rappresentanza di una coalizione di centrodestra. È stato sostenuto, in consiglio provinciale, da una maggioranza costituita da Forza Italia, Alleanza Nazionale, Lega Nord e UDC. Il mandato amministrativo è scaduto nel 2006, gli è subentrato Vittorio Poma.